# Anabazenops
Anabazenops là một chi chim trong họ Furnariidae.